# 埃及第九王朝
埃及第九王朝（英文：Ninth dynasty of Egypt）为埃及历史上的一个朝代，确切时间可能在前2160年—前2130年，是一个短暂的王朝，建立后不久灭亡，接替它的是第十王朝。都城在底比斯，通常人们把它和第七, 八, 十与十一王朝放在一起。属于第一中间期。 这个似乎取代了第八王朝的王朝是极其模糊的。赫拉克洛波利斯的统治者暴力夺权，这反映在曼涅托对该王朝创始人阿克托斯的描述中；他 "比他的前任更可怕"，他 "为整个埃及的人制造了邪恶的事情"。

## 统治者
第九王朝在赫拉克来俄波利斯建立，第十王朝在那里继续发展。此时的埃及还没有统一，这些王朝和其他地方王朝之间有一些重叠。都灵王表列出了这个王系的十八位国王，但他们的名字都被损坏了，无法辨认，或者抹去了。
以下是基于都灵正典的“可能的”第九王朝统治者名单，因为埃及学家对两个王朝的继承顺序有不同的看法。 其中，只有马布里凯茜和内夫考尔凯茜无疑得到了考古发现的证实：
| 名字            | 图案 | 注解                                       |
| --------------- | ---- | ------------------------------------------ |
| 马布里凯茜 一世 |      | 马内托的八蹄，一个自称法老的高官。         |
| [名字已失去]    |      | -                                          |
| 奈弗卡雷七世    |      | 可能是高官安赫梯菲 墓中提到的 "卡内费尔"。 |
| 内夫考尔凯茜 II |      | 在"雄辩的农民"的故事中也提到了这一点       |
| 塞图特          |      | -                                          |
| [名字已失去]    |      | -                                          |
| 美李[...]       |      | -                                          |
| 舍德[...]       |      | -                                          |
| H[...]          |      | -                                          |
| [名字已失去]    |      | -                                          |
| 乌索(?)[...]    |      | -                                          |